# Abd al-Madschid Kubar

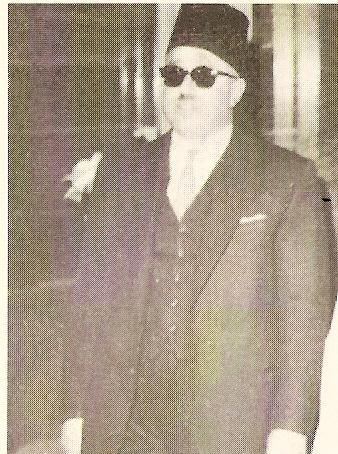
Abd al-Madschid Kubar

Abd al-Madschid Kubar (italienisch Abdul Magid Kubar, arabisch عبد المجيد كعبار ʿAbd al-Madschīd Kuʿbār, DMG ʿAbdu 'l-Maǧīd Kuʿbār; * 9. Mai 1909 in Tripolis; † 4. Oktober 1988) war Premierminister von Libyen.
Kubar war vom 26. Mai 1957 bis zum 17. Oktober 1960 Premierminister von Libyen. Zusätzlich war er in seiner Amtszeit als Außenminister tätig.